# Saint-Clément-des-Levées
Saint-Clément-des-Levées è un comune francese di 1 181 abitanti situato nel dipartimento del Maine e Loira nella regione dei Paesi della Loira.

## Società

### Evoluzione demografica
Abitanti censiti